# The Beguiled/ビガイルド 欲望のめざめ
『The Beguiled/ビガイルド 欲望のめざめ』（ビガイルドよくぼうのめざめ、The Beguiled）は、2017年のアメリカ合衆国のドラマ映画。監督はソフィア・コッポラ、出演はコリン・ファレルとニコール・キッドマンなど。
トーマス・カリナンが1966年に発表した小説『The Beguiled』を原作としている。この小説は1971年にすでに、監督ドン・シーゲル、主演クリント・イーストウッドで映画化されている（原題は小説と同じく『The Beguiled』、日本語タイトルは『白い肌の異常な夜』）。シーゲル版が脱走兵の視点から物語を描写していたのに対し、本作は女性たちの視点から物語を描写している。
本作は2017年5月に開催された第70回カンヌ国際映画祭のコンペティション部門に出品された。パルム・ドールの受賞こそ逃したが、ソフィア・コッポラが監督賞を受賞するなど高い評価を得た。

## ストーリー

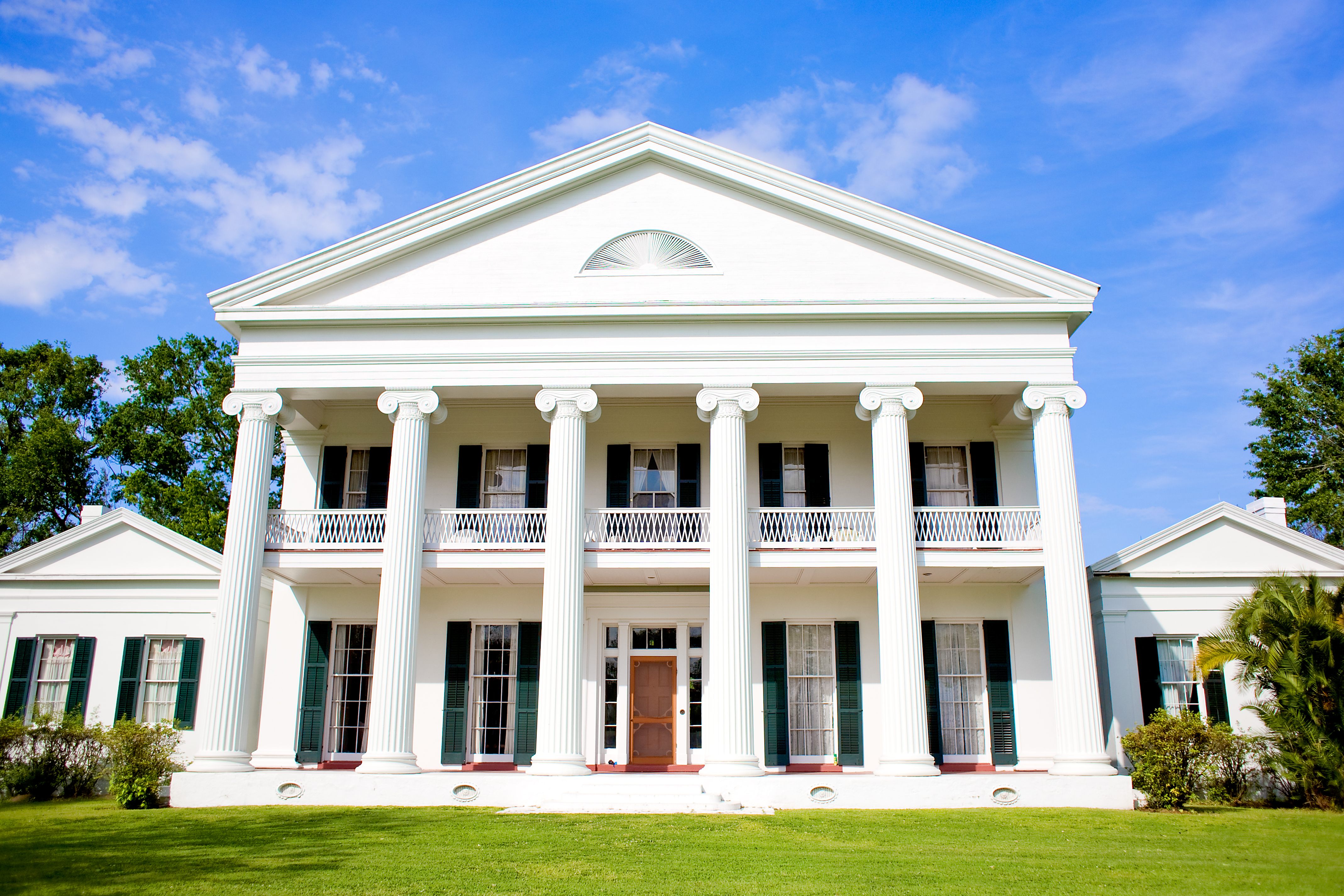
学園のロケ地（米国ルイジアナ州、メイドウッド・プランテーションハウス）

1864年、南北戦争3年目を迎えた、南部諸州側のバージニア州。人里離れた森の中にあるファーンズワース女子学園には、実家に帰ることができない少女たちが５人、教師のエドウィナ、校長のマーサ、計７人の白人女性が密やかに暮らしていた。少女の一人エミリーは、キノコ狩りの途中、脚に重傷を負った北軍の伍長ジョン・マクバニーを見つけ、学園に連れて帰る。彼女たちは戸惑いながらも、キリスト教の教えに従い「敵」であるマクバニーに手厚い看護を施し、南軍には通報せず、脚が治ったら立ち去らせることとした。
長らく女たちだけで暮らしてきたため、皆、ひさしぶりに一緒に暮らすことになった「男」であるマクバニーに並々ならぬ関心を持った。心ならず独身のまま教師となり、いわゆる「オールドミス」になってしまっていたエドウィナや、早熟な年長の少女アリシア、まだ幼い少女たちの誰もが、いつになくいそいそと念入りに身なりを整え、彼に親切にした。女たちは、エドウィナも、アリシアも、さらには幼い少女たちまで、何かと口実をつけては、他の女を出し抜いて自分だけマクバニーに接近しようとするのだった。そんな状況を楽しんでいたマクバニーは、やがて居心地の良さを感じるようになり、一人で歩けるほどに脚が回復した後も、庭番として学園に残ることを望む。そしてマクバニーは保身のために女全員に気に入られようと、言葉巧みにエドウィナと駆け落ちを約束し、一方でアリシアにも接近し、マーサにも色目を使った。
マクバニーがエドウィナの部屋に行くと約束した夜、彼女は新品のネグリジェと香水を着けて、心ときめかせながら彼の訪れを待っていた。しかし、物音がするアリシアの部屋に指導に行くと、まさにアリシアとマクバニーが事に及ぼうとしていた。動揺するエドウィナをマクバニーは宥めようとするが二人は揉み合いとなり、エドウィナが振り払ったことで、まだ脚が不自由なマクバニーは階段から転落して開放骨折し、気を失ってしまう。そこで、マーサは脚を切断して彼の命を救うことを決断する。
手術が終わり、目を覚ましたマクバニーは自分の片脚が勝手に切断されてしまったことに気付くと、すっかり動転して恐怖に駆られ、一転して乱暴な言動を取り、銃を手に、脚を切断してしまった女たちを威嚇する。唯一マクバニーを心から愛していたエドウィナは、ひとり彼の部屋を訪れ、肉体関係を持つ。一方、その間に、一転して嫉妬と憎悪に駆られたマーサと少女たちは、マクバニーの殺害を決意する。
その夜、女たちは「送別会」と称してパーティーを開き、マクバニーも乱暴な言動を謝罪して、双方和解したかに見えた。しかし、マクバニーはその直後に毒キノコ料理で毒殺される。ひとり殺害計画を知らなかったエドウィナは驚くが、マクバニーの遺体と、結束した全員の姿を目にしては、その輪に加わるしかなかった。
翌朝、マクバニーの遺体は少女たちの手で布にくるまれ、学園の門扉には南軍への合図の印である青い布が結ばれているのだった。

## キャスト
※括弧内は日本語吹替
- ジョン・マクバニー: コリン・ファレル（津田健次郎） - 北軍伍長。
- マーサ・ファーンズワース: ニコール・キッドマン（田中敦子） - 女学校の校長。
- エドウィナ・モロー: キルスティン・ダンスト（園崎未恵） - 女学校の教員。
- アリシア: エル・ファニング（早見沙織）
- エイミー: ウーナ・ローレンス（宇山玲加）
- ジェーン: アンガーリー・ライス（鈴木陽斗実）
- マリー: アディソン・リッケ（片平美那）
- エミリー: エマ・ハワード（川上ひろみ）
- 陸軍大尉: ウェイン・ペレ（英語版）（ふくまつ進紗）

## 製作
2016年3月、ソフィア・コッポラがトーマス・カリナンの小説『The Beguiled』を映画化する企画を進めているとの報道があった。また、コッポラはニコール・キッドマン、キルスティン・ダンスト、エル・ファニングらの起用を予定しているとも報じられた。7月にはコリン・ファレルの出演が決まった。10月、ウーナ・ローレンス、エマ・ハワード、アンガーリー・ライス、アディソン・リーケの出演が決まった。
本作の主要撮影は2016年10月31日に始まり、同年12月7日に終わった。

## 公開
2017年5月24日、本作は第70回カンヌ国際映画祭でワールドプレミアを迎えた。

## 興行収入
2017年6月23日、本作は4館で限定公開され、公開初週末に22万9000ドルを稼ぎ出した。翌週には674館にまで公開規模が拡大され、週末に316万ドルを稼ぎ出し、週末興行収入ランキング8位となった。

## 評価
カンヌでの上映後に出てきたレビューは、本作を好意的に評価するものが多く、特にニコール・キッドマンの演技は大いに称賛された。
本作は批評家から好意的に評価されている。映画批評集積サイトのRotten Tomatoesには266件のレビューがあり、批評家支持率は78%、平均点は10点満点で7.1点となっている。サイト側による批評家の見解の要約は「『The Beguiled/ビガイルド 欲望のめざめ』はオリジナリティを感じられるほどに原作を深く掘り下げている。また、ソフィア・コッポラ監督の抑制した演出はキャスト陣の素晴らしい演技によって命を吹き込まれている。」となっている。また、Metacriticには45件のレビューがあり、加重平均値は77/100となっている。